# Samir Alla
Samir Alla (Caen, 27 gennaio 1985) è un giocatore di calcio a 5 francese.

## Carriera
Di origini marocchine, ha debuttato con la Nazionale di calcio a 5 della Francia nell'ottobre del 2009 nel corso di un doppio incontro amichevole contro l'Irlanda. Nel gennaio del 2018 viene incluso dal commissario tecnico Pierre Jacky nella lista dei calcettisti convocati al Campionato europeo 2018, il primo disputato dalla selezione transalpina.